# دهستان بابا امان
دهستان باباامان نام دهستانی در بخش مرکزی شهرستان بجنورد، استان خراسان شمالی در ایران است. براساس سرشماری مرکز آمار ایران در سال ۱۳۸۵، جمعیت آن ۱۹۳۲۳ نفر (۴۵۴۰ خانوار) بوده‌است.